# Nezahualcóyotl (Stausee)
Die Malpaso-Talsperre, offiziell Nezahualcóyotl-Talsperre genannt, steht in der Zentralregion von Chiapas, Mexiko nahe der Grenze zu Tabasco und Veracruz. Sie war die erste von mehreren größeren Talsperren, die am Río Grijalva zum Zweck der Wasserkraftgewinnung gebaut wurden. Sie hat das zweitgrößte Reservoir in Mexiko nach der La Angostura-Talsperre.

## Stausee
Der Stausee überflutete große Flächen Regenwald und Ackerland, verschiedene Städte, Dörfer und archäologische Stätten, unter anderem die Stadt Quechula, deren Dominikaner-Kirche aus dem 16. Jahrhundert bei niedrigem Wasserstand aus dem See auftaucht (zum Beispiel in den Jahren 2002 und 2023), und San Isidro mit einem alten mesoamerikanischen Ballspielplatz. Für den Stausee mussten hunderte Familien umgesiedelt werden; sie wohnen jetzt in Nuevo Quechula. Der Stausee und der spätere Bau einer Autobahn mit der den Stausee querenden Chiapas-Brücke haben den Ökotourismus in dieser Region befördert.

## Wasserkraftwerk
Das Wasserkraftwerk mit seinen sechs 180-MW-Francis-Turbinen (zusammen 1080 MW) wurde zwischen 1969 und 1977 in Betrieb genommen.

## Hochwasserschutz
Die Talsperre dient zusammen mit der kleineren Peñitas-Talsperre auch dem Hochwasserschutz des Bundesstaates Tabasco.

## Weitere Talsperren am Grijalva
- La Angostura (Belisario Domínguez) – stromauf, erste der Grijalva-Kaskade, die Talsperre mit dem größten Speicherraum Mexikos
- Manuel-M.-Torres-Staudamm (Chicoasén) – stromauf, zweite Talsperre
- Peñitas-Talsperre (Ángel Albino Corzo) – vierte und letzte Talsperre stromabwärts